# Secuenciador
Un secuenciador es un dispositivo electrónico físico o una aplicación informática que permite programar y reproducir eventos musicales previamente grabados de forma secuencial mediante una interfaz de control físico o lógico conectado a uno o más instrumentos musicales electrónicos. La interfaz de control más extendida es el estándar MIDI.
El secuenciador es la herramienta principal de composición, programación y control sobre los equipos de instrumentación electrónica musical (sintetizadores, samplers, cajas de ritmos, procesadores de señal, etc).

## Orígenes
Aunque el origen del secuenciador es eminentemente electrónico, se puede decir que uno de los secuenciadores más básicos y antiguos que se conocen es la caja de música. A partir de los pequeños dientes que sobresalen de un rodillo giratorio se hacen sonar una serie de lengüetas metálicas afinadas según la escala musical. La secuencia, pues, se encuentra "grabada" en el rodillo giratorio, que realmente es una transcripción de la partitura en forma de datos (cada diente correspondería a un evento). Análogamente al funcionamiento de la caja de música encontramos la pianola, solo que en este caso la secuencia se encuentra en el cartón perforado.
Los primeros secuenciadores electrónicos aparecieron en los años 1970 y eran analógicos, al igual que los primeros sintetizadores. La interfaz que utilizaban era el llamado CV/Gate o control por voltaje y consistía en enviar impulsos de corriente continua con un nivel de tensión en función de la altura de la nota. Eran muy limitados y arduos de programar; solo permitían controlar un aparato a la vez y tenían pocos compases disponibles. La aparición del sistema MIDI en 1983 y el avance de la tecnología digital en materia musical supusieron una verdadera revolución al permitir controlar varios dispositivos a la vez, así como los parámetros que afectan a la reproducción del sonido (volumen, aftertouch, panorama, modulación, portamento, reverb, chorus, etc). Fue en este punto cuando comenzaron a comercializarse los primeros secuenciadores digitales (físicos) y programas secuenciadores para ordenadores, que han ido ganando complejidad y prestaciones con el paso de los años.

## Funcionamiento
El funcionamiento básico de un secuenciador en forma de aplicación informática pasa por una sección principal donde se visualizan todas las pistas, donde cada pista corresponde a un sonido o a una fuente sonora externa y los parámetros que las afectan de forma global como el volumen, la entonación, el panorama, o el canal MIDI, así como los controles de reproducción (play, stop, loop, tempo, etc) y las funciones básicas de copiar y pegar, mute (silenciar), solo, mover partes, fusionar partes, etc. En lo tocante a la edición encontramos varias secciones, siendo las más relevantes el rodillo de piano, la partitura y la lista de eventos.
- Rodillo de piano: Es la forma de edición más extendida. Consiste en un teclado virtual adjunto a una cuadrícula donde se representan los compases, al mismo tiempo están subdivididos en una cantidad preestablecida (blancas, negras, corcheas, semicorcheas, etc). La forma de componer es dibujando literalmente las notas, variando la altura y la duración sobre la cuadrícula. Como se aprecia el funcionamiento es muy parecido al de una pianola.
- Partitura: Más extendida en usuarios de formación clásica y académica. Como el nombre indica, su forma de edición es sobre un pentagrama con la simbología propia del solfeo. Es preciso decir que mientras se va componiendo, independientemente de la forma de edición, el programa crea automáticamente la partitura correspondiente.
- Lista de eventos: Es el propio código fuente de programación. Es útil a la hora de modificar puntualmente algún tipo de evento en concreto, sobre todo, los que no afectan a la altura o a la duración de la nota (aftertouch, modulación, portamento, niveles de efecto, etc.)

## Historia

### Primeros secuenciadores
Los primeros secuenciadores eran dispositivos que producían sonidos tales como instrumentos musicales automáticos, cajas de música, órganos mecánicos, pianolas y orquestiones. Las pianolas, por ejemplo, tenían mucho en común con los secuenciadores contemporáneos. Los compositores o arreglistas transmitían la música a los rollos de piano, que posteriormente eran editados por técnicos que preparaban los rollos para su duplicación masiva. Con el tiempo, los consumidores podían comprar estos rollos y reproducirlos en sus propios pianos.
El origen de los instrumentos musicales automáticos parece muy antiguo. Ya en el siglo IX, los hermanos persas Banū Mūsā inventaron un órgano que utilizaba cilindros intercambiables con clavijas, y también una flauta automática que tocaba con energía de vapor, tal y como se describe en su Libro de ingenios. El flautista automático de los hermanos Banu Musa fue el primer dispositivo secuenciador musical programable, y el primer ejemplo de tecnología musical repetitiva, impulsada por hidráulica.
En 1206, Al-Jazari, un ingeniero árabe, inventó autómatas musicales programables, un "robot banda" que realizaba "más de cincuenta acciones faciales y corporales durante cada selección musical"." Fue notablemente la primera caja de ritmos programable. Entre los cuatro músicos autómatas había dos baterías. Se trataba de una caja de ritmos en la que clavijas (cams) chocaban con pequeñas palancas que accionaban la percusión. Se podía hacer que la percusión tocara diferentes ritmos y diferentes patrones de tambor si se movían las clavijas.
En el siglo XIV, se utilizaban cilindros giratorios con clavijas para tocar un carillón (órgano de vapor) en Flandes, y, al menos en el siglo XV, se vieron organillos en los Países Bajos.
Estos instrumentos se difundieron ampliamente como dispositivos de entretenimiento popular antes de la invención de los fonógrafos, las radios y las películas sonoras, que acabaron por eclipsar todos estos dispositivos de producción musical doméstica.
De todos ellos, los soportes de cinta de papel perforado se utilizaron hasta mediados del siglo XX. Los primeros sintetizadores de música programables, incluyendo el sintetizador de sonido RCA Mark II en 1957, y el sintetizador Siemens en 1959, también se controlaban a través de cintas perforadas similares a los rollos de piano.
Invenciones adicionales surgieron de la película sonora tecnología de audio. La técnica de sonido dibujado que apareció a fines de la década de 1920, es notable como precursora de las interfaz gráfica de usuario intuitivas de hoy. En esta técnica, las notas y varios parámetros de sonido se activan mediante formas de onda de tinta negra dibujadas a mano directamente sobre el sustrato de la película, por lo que se asemejan a rollos de piano (o los "gráficos de tiras" de los secuenciadores/DAW modernos). La banda sonora dibujada se usaba a menudo en la música electrónica experimental temprana, incluido el Variophone desarrollado por Yevgeny Sholpo en 1930, y el Oramics diseñado por Daphne Oram en 1957, y así sucesivamente.

### Secuenciadores análogos
Durante los años 1940-1960, Raymond Scott, compositor estadounidense de música electrónica, inventó varios tipos de secuenciadores musicales para sus composiciones eléctricas.  El "Wall of Sound", que en su día se cubrió en la pared de su estudio en Nueva York durante los años 1940-1950, era un secuenciador electromecánico para producir patrones rítmicos, que consistía en relés escalonados (utilizados en pulsos de marcación de centrales telefónicas), solenoides, interruptores de control y circuitos de tono con 16 osciladores individuales. Más tarde, Robert Moog lo explicaría en términos tales como "toda la habitación hacía 'clack - clack - clack', y los sonidos salían por todas partes".
La Máquina del Círculo, desarrollada en 1959, tenía bombillas incandescentes cada una con su propio reóstato, dispuestas en un anillo, y un brazo giratorio con fotocélula que escaneaba sobre el anillo, para generar una forma de onda arbitraria. Además, la velocidad de rotación del brazo se controlaba a través del brillo de las luces, y como resultado se generaban ritmos arbitrarios.
El primer secuenciador electrónico fue inventado por Raymond Scott, utilizando tiratróns y relés.
Clavivox, desarrollado desde 1952, era una especie de sintetizador de teclado con secuenciador.  En su prototipo, se utilizó un theremin fabricado por el joven Robert Moog para permitir el portamento en un rango de 3 octavas, y en la versión posterior, se sustituyó por un par de película fotográfica y fotocélula para controlar el tono por voltaje.
En 1968 Ralph Lundsten y [eo Nilsson hicieron construir para ellos un sintetizador polifónico con secuenciador llamado Andromatic por Erkki Kurenniemi.

### Secuenciadores por pasos
El secuenciador por pasos reproducía patrones rígidos de notas utilizando una cuadrícula de (normalmente) 16 botones, o pasos, siendo cada paso 1/16 de un medida. Estos patrones de notas se encadenaban para formar composiciones más largas.  Los secuenciadores de este tipo siguen utilizándose, sobre todo en las cajas de ritmos y en las cajas de ritmos. Son monofónicos por naturaleza, aunque algunos son de timbres múltiples, lo que significa que pueden controlar varios sonidos diferentes, pero sólo tocan una nota en cada uno de esos sonidos.

### Los primeros ordenadores

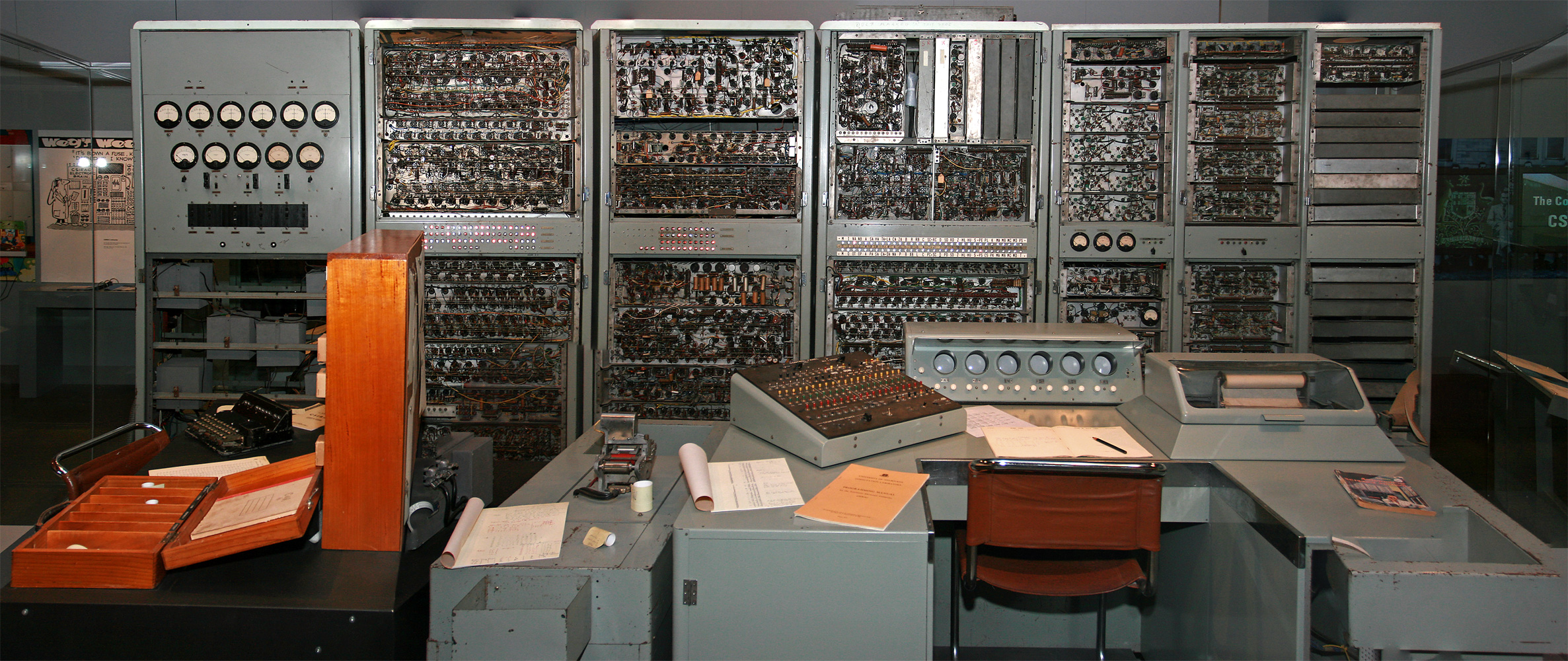
CSIRAC tocó la primera música por ordenador en 1951.

Por otra parte, los secuenciadores de software se utilizaron continuamente desde la década de 1950 en el contexto de la música por ordenador, incluyendo la música reproducida por ordenador (secuenciador de software), la música compuesta por ordenador (síntesis musical) y la generación de sonido por ordenador (síntesis de sonido). En junio de 1951, la primera música por ordenador Coronel Bogey se reprodujo en el CSIRAC, el primer ordenador digital de Australia. En 1956, Lejaren Hiller en la Universidad de Illinois en Urbana-Champaign escribió uno de los primeros programas de composición musical por ordenador en el ILLIAC, y colaboró en la primera pieza, Illiac Suite para cuarteto de cuerdas, con Leonard Issaction. En 1957 Max Mathews en Bell Labs escribió MUSIC, el primer programa ampliamente utilizado para la generación de sonido, y la computadora IBM 704 interpretó una composición de 17 segundos. Posteriormente, la música por computadora se investigó principalmente en las costosas computadoras centrales de los centros informáticos, hasta la década de 1970, cuando las minicomputadoras y luego las microcomputadoras estuvieron disponibles en este campo.
En Japón, los experimentos con música mediante computadora se remontan a 1962, cuando el profesor Sekine de la Universidad Keio y el ingeniero de Toshiba Hayashi experimentaron con la computadora TOSBAC. De este trabajo resultó la pieza titulada TOSBAC Suite.
 En 1965, Mathews y L. Rosler desarrollaron Graphic 1, un sistema interactivo de sonido gráfico (que implica secuenciador) en el que se podían dibujar figuras con un lápiz óptico que se convertirían en sonido, simplificando el proceso de componer música generada por ordenador. Utilizaba el miniordenador PDP-5 para la entrada de datos, y el ordenador central IBM 7094 para la reproducción del sonido. También en 1970, Mathews y F. R. Moore desarrollaron el GROOVE (Generated Real-time Output Operations on Voltage-controlled Equipment), un primer sistema de síntesis musical completamente desarrollado para la composición interactiva (que implica secuenciador) y la interpretación en tiempo real, utilizando el 3C/Honeywell DDP-24 (o DDP-224). Utilizaba una pantalla CRT para simplificar la gestión de la síntesis musical en tiempo real, un D/A de 12 bits para la reproducción de sonido en tiempo real, una interfaz para dispositivos analógicos e incluso varios controladores que incluían un teclado musical, mandos y joysticks giratorios para capturar la interpretación en tiempo real.

### Secuenciadores digitales
En 1971, Electronic Music Studios (EMS) lanzó uno de los primeros productos secuenciadores digitales como módulo de Synthi 100, y su derivación, Synthi Sequencer series.
Después de eso, Oberheim lanzó el secuenciador digital DS-2 en 1974, y Sequential Circuits lanzó el modelo 800 en 1977

### Estaciones de trabajo musicales
En 1975, New England Digital (NED) lanzó el ordenador ABLE (microordenador) como unidad de procesamiento de datos dedicada para el Sintetizador Digital Dartmouth (1973), y con base en él se desarrollaron las series posteriores de Synclavier.
El Synclavier I, lanzado en septiembre de 1977, fue uno de los primeros productos de estación de trabajo musical digital con secuenciador multipista.  La serie Synclavier evolucionó a lo largo de los últimos años de la década de 1970 hasta mediados de la década de 1980, y también establecieron la integración de audio digital y secuenciador musical, en su opción Direct-to-Disk en 1984, y más tarde el sistema Tapeless Studio.